# Violetta Bock
Violetta Bock, née le 11 décembre 1987 à Passau, est une personnalité politique allemande. 

## Biographie
Violetta Bock naît le 11 décembre 1987 à Passau. Membre de Die Linke, elle est élue au Bundestag en 2025.